# Старонижестебліївська
Старонижестебліївська — станиця в Красноармійському районі Краснодарського краю. Центр Старонижестебліївського сільського поселення.
Населення — 10 300 мешканців (2002), друге місце у районі після Полтавської.

## Географія
Розташована на Ангелінському єрику в дельті Кубані, за 20 км на схід від станиці Полтавської. Залізнична станція Ангелінська на залізниці Тимашевськ — Кримськ.

## Історія

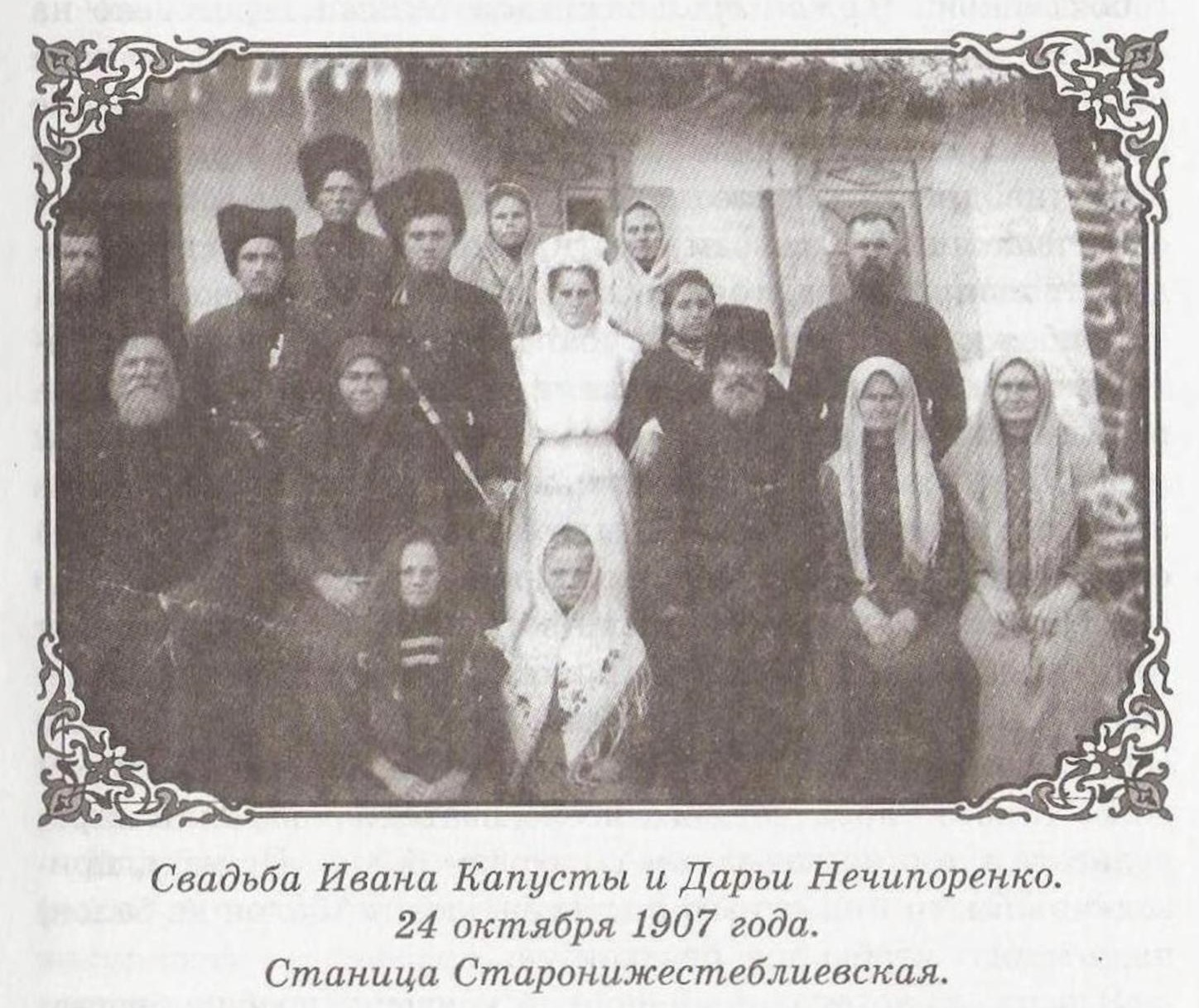
Кубанське весілля у станиці Старонижестебліївській. 1907 рік.

- Станиця заснована у серпні 1794 року Чорноморськими козаками, названа на честь Нижнєстебліївського куреня Січі.
- До 1920 року входила у Таманський відділ Кубанської області (див. Кубанські козаки).

## Постаті
- Концевич Григорій Митрофанович — фольклорист, композитор, хоровий диригент.